# Българско Черноморие
Българското Черноморие е физикогеографска област в България, обединяваща българското черноморско крайбрежие, представляващо цялата източна граница на страната, и прилежащата акватория.

## География
Българското черноморско крайбрежие започва от нос Картал при държавната граница с Румъния и завършва при устието на Резовска река при границата с Турция. Дължината на крайбрежието е 354 км, от които 200 км представляват плажна ивица, покрита с пясък. Физикогеографски, зоната обхваща крайбрежието, включително и част от шелфа и сушевата ивица, която има ширина от 10 до 40–50 км съответно в зоната на Балкана и на Странджа.
Северното крайбрежие е източният край на Добруджанското плато, което в северната си част е със стръмна брегова ивица. При Дуранкулак и Шабла има обширни пясъчни плажове и няколко крайбрежни езера, а при Тюленово, Камен бряг и нос Калиакра брегът е стръмен, образуван от твърди червени сарматски варовици и конгломерати, които се спускат 70 метра надолу до морето. Край Балчик и Каварна варовиковите скали се прорязват от гористи долини. Релефът на крайбрежието около курортите Албена и Златни пясъци е хълмист, с типично изразен свлачищен, стъпаловиден характер. Лонгозните гори при устието на Батова река бележат началото на Франгенското плато. На юг от Варна са характерните за северната част лонгозни гори, особено гъсти край устието на река Камчия.
Стара планина потъва в Черно море при нос Емине, разделяйки условно бреговата ивица на южна и северна част. Южното крайбрежие има широки и дълги плажове за разлика от северното, чийто релеф е по-скалист.
В български териториални води се намират пет черноморски острова:
- Света Анастасия (старо име Болшевик) – площ: 0,222 км2[3] / 8,5 дка [4]
- Св. Иван – площ: 660 декара[5]
- Св. Петър – площ: 4 – 5 дка[5]
- Св. Кирик и Юлита (старо име: Св. Кирил) – площ: 82,589 дка[5]
- Св. Тома (известен още като Змийски остров) – площ: 3 дка[5]

### Строеж и развитие на релефа
В геоложкия строеж на отделните части на крайбрежието се наблюдава разнообразие. Тук се включват най-източните части на две от основните морфоструктури в страната: Мизийската плоча и Балканидите. От север на юг се редуват различни по възраст и състав структури на Дунавската равнина, Предбалкана, Стара планина, Бургаската низина, Странджа. На север са разпространени варовиците и пясъчниците, а на юг различни вулканични скали (предимно андезити и андезитни туфи). Бургаската низина е покрита с морски и речни наноси.
Формирането на релефа е свързано с развитието на Черноморската котловина. През кватернера издигането на крайбрежието е довело до образуването на шест морски (абразионни) тераси. На места то е потъвало и устията на някои черноморски реки са се превръщали в лимани  Ропотамо, Велека и др. Характерна форма на релефа са плажните ивици, обхващащи около 25% от крайбрежието. Край някои от тях са се образували дюни, високи до 810 м (Несебър). Свлачищата са характерни за северното крайбрежие  Балчишко, около устието на р. Батова, Варненско и др., а за южното в района на кв. Сарафово, Бургаско. Особено силни свлачищни процеси се проявиха през пролетта на 1997 г. в районите на курортите Св. св. Константин и Елена, Златни пясъци и Албена. Скалисти брегове с отвесни склонове (клифове) са типични за районите на нос Калиакра, нос Галата, както и около нос Емине. Красиви скални образувания, подмоли и пещери има по северното Черноморие в районите на Тюленово, Камен бряг и др.

### Полезни изкопаеми
Полезните изкопаеми са привързани към геоложкия строеж и палеогеографското развитие на съответните области, които опират до черноморското крайбрежие. По-значителни са находищата на въглища в Добруджанския басейн, в Бургаско кафяви въглища (кв. Рудник), природен газ в устието на р. Камчия, нефт и природен газ около Шабла и Тюленово. Значителни находища на манганови руди са разкрити във Варненско и устието на река Батова, медни в Медни рид, Росен баир и Върли бряг (Бургаско), магнетитни пясъци между Бургас и Поморие. Варовици се добиват в Моминото и Франгенското плато, кварцови пясъци край гр. Белослав, българити край гр. Българово. В Поморийското и Атанасовското езеро се добива сол, и луга, от която се произвежда паста за зъби. Лечебна кал от Балчишката тузла, Атанасовското и Поморийското езеро се използва за балнеолечение.

### Климат
Лятото по черноморското крайбрежие е сравнително топло, а зимата е мека. Средните януарски температури варират от около 0,8 °С (ст. Калиакра) до 3,4 °С (ст. Царево). Юлските температури са около 22 – 24 °С. Средногодишните амплитуди са сравнително ниски  20 – 21 °С. Безмразовият период по крайбрежието е най-висок за страната от април до ноември. По северното Черноморие средногодишните валежи са най-ниски за страната (Дуранкулак  438 мм, ст. Балчик  440 мм). На юг валежите достигат 500 – 600 мм, а на места и повече. На север валежите са с късно пролетен и ранно летен максимум, а на юг със зимен максимум. На юг снежна покривка се образува рядко и се задържа кратко до няколко дни. Ветровете през по-голямата част от годината са западни и северозападни, като често през зимата и лятото се проявяват северни и североизточни ветрове. От местните ветрове най-характерни са бризовете, които през деня духат от морето към сушата, а през нощта обратно. Климатът благоприятства преди всичко развитието на туризма и земеделието. Тук се отглеждат лози, овошки, технически култури и др.
| Станция                          | Шабла | Бургас | Царево |
| -------------------------------- | ----- | ------ | ------ |
| Надморска височина (м)           | 71    | 52     | 11     |
| Средна януарска температура (°С) | 2,1   | 2,9    | 4,3    |
| Средна юлска температура (°С)    | 22,7  | 23,8   | 23,2   |
| Годишна амплитуда                | 20,6  | 19,9   | 18,9   |
| Средна годишна температура (°С)  | 12,4  | 13,3   | 13,4   |
| Годишна сума на валежите (мм)    | 412   | 558    | 655    |

Средната температура по Черноморието през лятото е 28 °C на въздуха и 25 °C на водата. Има повече от 240 часа слънчеви дни през май и септември и повече от 300 часа през юли и август.

### Води
Повечето от реките формират оттока си извън територията на Българското черноморско крайбрежие. По-големи реки от север на юг са Батова, Провадийска, Камчия, Двойница, Хаджийска река, Русокастренска река, Средецка река, Факийска река, Ропотамо, Велека, Резовска река. В посока от север на юг се увеличава водоносността на реките. Максимумът на оттока за северните реки е пролетен, докато за реките на юг той е зимен. Минимумът на оттока е през август и септември. Подхранването на реките е предимно дъждовно до около 70 – 80%. Със значително карстово подхранване са р. Девня, Батова, Провадийска. Модулът на оттока зависи в голяма степен от скалната основа. По черноморското крайбрежие са разположени най-големите езера. Според произхода си те са лимани и лагуни. Най-големи сред лиманните езера са Варненското, Белославското, Шабленското, Мандренското, Бургаското, Атанасовското езеро. Лагуни са Поморийското езеро, Алепу, Аркутино и др. Най-дълбоки и с най-голям воден обем са Варненското и Белославското езеро. Бургаското е най-обширно. Артезиански води са разкрити във Варненско, долината на р. Камчия и Бургаската низина. Минерални води бликат във Варненско и Бургаско.

### Почви
Почвената покривка е разнообразна, тук са разпространени всички зонални типове почви, характерни за страната ни. Черноземните и сивите горски почви са разпространени на север. В района на р. Велека на неголяма територия се разполагат жълтоземни почви. Край реките с широко разпространение са алувиално-ливадните почви. Върху варовиковите терени на север са разположени рендзините. Малки площи са заети от засолени торфенисти и блатни почви покрай езерата.

### Флора
Влиянието на Черно море е предопределило характера на растителността. Тук са разпространени редица топлолюбиви видове. В речните устия на реките Батова, Камчия, Ропотамо, Велека и др. са разпространени уникални лонгозни гори. В техния състав влизат много дървесни видове (ясен, бряст, елша, летен дъб, клен и др.) и редица увивни растения  дива лоза, повет, скрипка, гърбач и др. От храстите са разпространени чашкодрян, калина и др. Из блатата на лонгозните гори вирее блатното кокиче. Тези гори периодично се заливат. В езерата и блатата по крайбрежието се срещат тръстика, теснолистен папур, ежова главичка, водна леща и др. В Странджа е разпространен източен бук, източен горун, благун, цер, странджанска зеленика, лавровишня, понтийско бясно дърво, колхидска боровинка, зайча сянка и др. В крайморските блата вирее водна лилия, а по дюните  пясъчна лилия, ветрогон, острица, тамарикс и др. За Южното Черноморие са характерни смокинята и бадемът.

### Фауна
За българското черноморско крайбрежие са характерни животински видове от евро-сибирската, средиземноморската и ирано-туранската фаунистична област. Животинският свят е представен от сърни, диви свине, зайци и др. От птиците се срещат чайки, гларуси, бекаси, чапли, рибарки, лястовици, дъждосвирци, диви патици, яребици и др. По нашето крайбрежие преминава западночерноморският прелетен път на птиците Виа Понтика. По него два пъти в годината прелитат на ята или поотделно пеликани, жерави, патици и гъски. От земноводните се срещат жаби дървесници, гръцки дългокраки жаби и др. От влечугите са разпространени вдлъбнаточелият смок, големият стрелец и др. На юг се срещат колхидски фазани и каспийски блатни костенурки. Езерата са богати на риба.
В общо 25 фосилни находища по българското черноморско крайбрежие (от олигоцена до холоцена) са установени 153 таксона гръбначни животни: костни риби – 3, земноводни – 1, влечуги – 6, птици – 74 и бозайници – 69. Сред тях два вида птици и 37 бозайници са изкопаеми. Едно от находищата е с палеогенска възраст, 14 – с неогенска и 10 – с кватернерна. 8 вида и 1 подвид са изчезнали от сдтраната през историческата епоха: Caretta caretta, Chelonia mydas, Panthera leo, Bos primigenius, Castor fiber,
Grus grus, Otis tarda, Bison bonasus (днес реинтродуциран) и Equus ferus ferus. В област Добрич са известни 5 находища, а в областите Варна и Бургас – по 10. Неогенските находища съдържат останки на представители на групи животни с много по-южно съвременно разпространение като хоботни бозайници, хиени, някои нечифтокопитни, антилопи и др.

### Стопанско използване и опазване на природните ресурси
От дълбока древност районът на Черноморието е бил заселен и стопански усвоен, за което говорят многото археологически паметници. По Българското черноморско крайбрежие се е формирала добре обособена стопанска зона, в която са развити земеделието, промишлеността, транспортът и туризмът. Продължават усилията да се открият значителни находища на нефт и газ в българския шелф. Развити са риболовът и добивът на морска сол. Изградени са две големи пристанища и редица по-малки, които позволяват развитието на относително по-евтиния морски транспорт. Чрез тях осъществяваме значителна част от вноса и износа на страната. Климатичните особености и широките пясъчни ивици са основата на морския ни туризъм. На тази база се изградиха редица курорти с национално и международно значение. Тази интензивна стопанска дейност се е отразила неблагоприятно върху природната среда. В районите на Варна, Девня и Бургас са силно замърсени въздушните басейни и водите на някои реки и езера, активизират се свлачищните процеси.
За опазването на естествената природа са създадени два природни парка „Златни пясъци“ и „Странджа“, както и 12 резервата — биосферният резерват „Камчия“, „Калиакра“, „Атанасовско езеро“, „Пясъчна лилия“, „Паша дере“, „Ропотамо“ и др. Особен интерес представлява „Змийският остров“, разположен на север от устието на р. Ропотамо. Тук могат да се видят ята от чайки, редкият за страната мишевиден гризач полевка на Понтер, както и кактуси от род Опунция, пренесени тук през 1932 г. Към защитените природни обекти се отнасят още Побитите камъни, свлачищното езеро Тауклиман, Лъвската глава в устието на р. Ропотамо, Маслен нос и др. Забранен е уловът на делфини и тюлен-монах, а на някои видове риба е ограничен с цел да се предотврати изчезването им. Срещу силните вълнения се строят укрепващи брега съоръжения. Провежда се специална програма за възстановяване на природната среда на Българското Черноморие.
Запазването на екологичното равновесие не само по нашето крайбрежие, а в района на цялото Черноморие е от особено важно значение за бъдещето на организмовия свят, за здравето на населението в тези райони, за развитието на стопанския туризъм и други дейности. Сред най-важните задачи е оптимизирането на отношенията между човека и морето, което може да се постигне само с правилна екологична политика.
Масовото презастрояване на Черноморското крайбрежие започнало в края на 90-те години предизвиква опозиция от страна на гражданското общество и инициира инициативи за създаване на защитена територия по цялата брегова ивица с цел запазване на природата от по-нататъшно урбанизиране.,

За да бъде урегулиран процесът, през 2007 г. депутатите от XL народно събрание приемат Закон за устойството на Черноморското крайбрежие, уреждащ забраните за строителство. Той въвежда две охранителни зони – „А” и „Б”. Зона „А“ обхваща 100-метровата крайбрежна ивица и пясъчните дюни, като на дюните се забранява строителството на преместваеми обекти.
Зона „Б” представлява териториите, попадащи в ивицата с широчина 2 километра, където не се разрешава изграждането на депа за отпадъци. В градовете, селата и курортите ще може да се строи без сериозни ограничения.
Забраните за строителство в зоните „А” и „Б” не се отнасят за законно изградените обекти, както и за одобряване на инвестиционни проекти по действащи подробни устройствени планове, записаха депутатите. Те решиха още действащите общи устройствени планове, в обхвата на които попадат устройствените зони по този закон, да се приведат в съответствие с разпоредбите по негов срок от две години от влизането му в сила.

## Население

### Градове и села
Най-големите градове по Черноморието са Варна и Бургас, които са съответно трети и четвърти по население в България.
Останалите по-малки градове и села са Поморие, Несебър, Балчик, Царево, Созопол, Свети Влас, Приморско, Каварна, Шабла, Равда, Обзор, Бяла, Черноморец, Ахелой, Ахтопол, Кранево, Българево, Китен, Шкорпиловци, Лозенец, Синеморец, Дуранкулак, Крапец, Варвара, Камен бряг, Резово, Тюленово и Емона.

## Икономика

### Транспорт
На българското Черноморие функционират два големи пристанищни комплекса: пристанище Варна и пристанище Бургас. Поддържат се редовни фериботни линии Варна–Черноморск–Варна, Варна–Черноморск–Поти/Батуми–Черноморск–Варна и Бургас–Поти/Батуми–Новоросийск–Бургас. Пристанища с регионално значение са изградени край повечето градове по крайбрежието.
Автомагистралата „Тракия“ свързва столицата София с град Бургас. Автомагистралата „Черно море“, която е в процес на планиране, ще свързва двата големи центъра Варна и Бургас, а автомагистралата „Хемус“ ще свързва столицата София с Варна. От черноморските градове железопътна връзка имат Варна и Бургас; жп линията до Поморие се използва само за товарни превози.
Международните летища на Варна и Бургас са главни центрове на въздушния транспорт в региона. По-малки летища съществуват край Балчик и край Приморско.

### Туризъм
Регионът е важен център за морски отдих и туризъм. Посещава се основно през летния сезон, както от български, така и от чуждестранни туристи и представлява една от основните туристически дестинации в страната. Преди 1989 г. е познато като „Червената ривиера“ и основния туристически поток е от страните на социалистическия лагер. След падането на Желязната завеса прякорът му е бил сменен с „Българската ривиера“.
Някои от най-популярни български черноморски курорти са Чайка, Албена, Св. св. Константин и Елена, Русалка, Елените, Слънчев бряг, Черноморец, Златни пясъци, Дюни, Камчия, Ривиера, Ахтопол, Ахелой, Балчик, Китен, Крайморие, Лозенец, Несебър, Обзор, Поморие, Приморско, Равда, Свети Влас, Сарафово, Синеморец, Шкорпиловци, Созопол, Царево.

### Риболов
БМФ, „Океански риболов – Бургас“

### Корабостроене
КРЗ „Одесос“ – Варна, „Варненска корабостроителница“ АД, „Бургаска корабостроителница“ АД, „Кораборемонтен завод“ – Бургас.

## Галерия
- Крепостта Калиакра
- Паркът в резиденция Евксиноград
- Дворецът в резиденция Евксиноград
- Южен плаж
- Срещата на Стара планина с Черно море
- Хотел в Равда
- Изглед към Слънчев бряг
- Изглед от Варна
- Иракли, защитена природна територия
- Дворецът в Балчик
- Ботаническата градина в Балчик
- Улица „Черно море“ в Балчик